# Charles Clarke
Charles Rodway Clarke (ur. 21 września 1950 w Londynie) – brytyjski polityk, członek Partii Pracy, minister bez teki, minister edukacji i zdolności oraz minister spraw wewnętrznych w rządach Tony’ego Blaira.
Syn sir Richarda Clarke'a, stałego sekretarza służby cywilnej. Naukę rozpoczynał w Highgate School. Następnie studiował matematykę i ekonomię na King’s College w Cambridge. Na studiach był przewodniczącym Związku Studentów. W latach 1975–1977 był przewodniczącym Narodowego Związku Studentów. Członek rady dzielnicy London Borough of Hackney, gdzie był przewodniczącym Komitetu Budownictwa oraz wiceprzewodniczącym Komitetu Rozwoju Ekonomicznego w latach 1980–1986. W latach 1981–1992 kierował sztabem lidera laburzystów Neila Kinnocka. Po odejściu Kinnocka po przegranych wyborach w 1992 Clarke wycofał się z polityki i rozpoczął pracę w sektorze prywatnym.
Podczas wyborów powszechnych w 1997 Clarke wystartował z ramienia laburzystów w wyborach do Izby Gmin w okręgu Norwich South. Wybory te wygrał i zasiadł początkowo w tylnych ławach parlamentu. W lipcu 1998 został jednym z młodszych ministrów w resorcie edukacji. W 1999 został przeniesiony do ministerstwa spraw wewnętrznych. Po wyborach w 2001 został członkiem gabinetu jako minister bez teki i Party Chair.
24 października 2002, po rezygnacji Estelle Morris, Clarke został ministrem edukacji i zdolności. W grudniu 2004 otrzymał stanowisko ministra spraw wewnętrznych. Na tym stanowisku działał na rzecz zaostrzenia kar za przestępstwa o charakterze terrorystycznym oraz wprowadzenia dowodów osobistych. W kwietniu 2006 Clarke stał się bohaterem skandalu związanego w wypuszczeniem z więzień 1 023 zagranicznych przestępców. Clarke podał się w związku z tym do dymisji, ale premier Blair jej nie przyjął. Dopiero po przegranych przez Partię Pracy wyborach lokalnych w 2006 Blair zdymisjonował Clarke'a, który powrócił do tylnych ław Izby Gmin.
Clarke jest od 1984 żonaty z Carol Pearson. Ma z nią dwóch synów - Matta i Chrisa. Mieszka w Norwich. Włada biegle francuskim, niemieckim i hiszpańskim w dialekcie kubańskim. Od 2004 jest członkiem Królewskiego Towarzystwa Statystycznego.